# Ljoebomir Geraskov
Ljoebomir Geraskov (Sofia, 27 december 1968) is een Bulgaars turner. 
Geraskov won tijdens de wereldkampioenschappen 1987 de bronzen medaille op vloer en op het paard voltige. Een jaar later tijdens de Olympische Zomerspelen 1988 won Geraskov de gouden medaille op het paard voltige, deze medaille moest hij wel delen met Dmitri Bilozertsjev en Zsolt Borkai.

## Resultaten

### Olympische Zomerspelen
| Jaar | Plaats | Resultaten                                                       |
| ---- | ------ | ---------------------------------------------------------------- |
| 1988 | Seoel  | op het paard voltige 5e in de landenwedstrijd 23e in de meerkamp |

### Wereldkampioenschappen turnen
| Jaar | Plaats    | Resultaten                  |
| ---- | --------- | --------------------------- |
| 1987 | Rotterdam | op paard voltige · op vloer |

1896: Louis Zutter ·
1904: Anton Heida ·
1924: Josef Wilhelm ·
1928: Hermann Hänggi ·
1932: István Pelle ·
1936: Konrad Frey ·
1948: Paavo Aaltonen, Veikko Huhtanen, Heikki Savolainen ·
1952: Viktor Tsjoekarin ·
1956: Boris Sjachlin ·
1960: Eugen Ekman, Boris Sjachlin ·
1964: Miroslav Cerar ·
1968: Miroslav Cerar ·
1972: Viktor Klimenko ·
1976: Zoltán Magyar ·
1980: Zoltán Magyar ·
1984: Li Ning, Peter Vidmar ·
1988: Dmitri Bilozertsjev, Zsolt Borkai, Ljoebomir Geraskov ·
1992: Pae Gil-su, Vitali Tsjerbo ·
1996: Donghua Li ·
2000: Marius Urzică ·
2004: Teng Haibin ·
2008: Xiao Qin · 
2012: Krisztián Berki · 
2016: Max Whitlock · 
2020: Max Whitlock · 
2024: Rhys McClenaghan